# Robert Diedrichs
Robert Diedrichs (* 20. April 1923 in Wesel; † 25. April 1995 in Chemnitz) war ein deutscher Grafiker, Maler und Illustrator.

## Leben
Robert Diedrichs war in einfachen Familienverhältnissen im Niederrhein aufgewachsen. Nach dem Schulabschluss arbeitete er als Hilfsarbeiter. Er nahm als Jagdflieger am Zweiten Weltkrieg teil. Nach dem Krieg arbeitete er wieder als Hilfsarbeiter und qualifizierte sich später in Sachsen zum Neulehrer, wobei Zeichnen sein Hauptfach war. Von 1948 bis 1953 absolvierte Diedrichs ein Studium in der Fachrichtung Malerei an der Hochschule für Bildende Künste Dresden bei Erich Fraaß, Hans Theo Richter, Josef Hegenbarth; sein Diplom als Grafiker schloss er bei Max Schwimmer ab. Mit Hegenbarth stand er bis 1957 noch weiter in brieflichen Kontakt, der ihn als Kritiker in seinen Arbeiten begleitete. 1953 bis 1955 war Diedrichs Pressezeichner bei der Karl-Marx-Städter „Volksstimme“ und in den Jahren 1955 bis 1995 war er freischaffend als Grafiker in der damaligen Karl-Marx-Stadt tätig, wo in den 40 Jahren seines Schaffens hunderte Federzeichnungen, Radierungen, Holzschnitte sowie Acrylmalereien und Buchillustrationen entstanden. Der Schwerpunkt seiner Arbeiten lag im gegenständlichen Bereich, vor allem widmete er sich der Darstellung von Mensch und Tier. Dabei verstand er es besonders, den Typus einer interessanten Figur zu erfassen und die Essenz der Szene mit nur wenigen Strichen überzeugend darzustellen. Seit 1955 war Diedrichs Mitglied im Verband Bildender Künstler der DDR, später Sektionsleitungsmitglied und seit 1977 erster Stellvertretender des Sektionsleiters der Maler und Grafiker der Bezirksorganisation.

## Werk

Robert Diedrichs (2. v. l.) bei den Arbeiten zu den Bleiintarsien

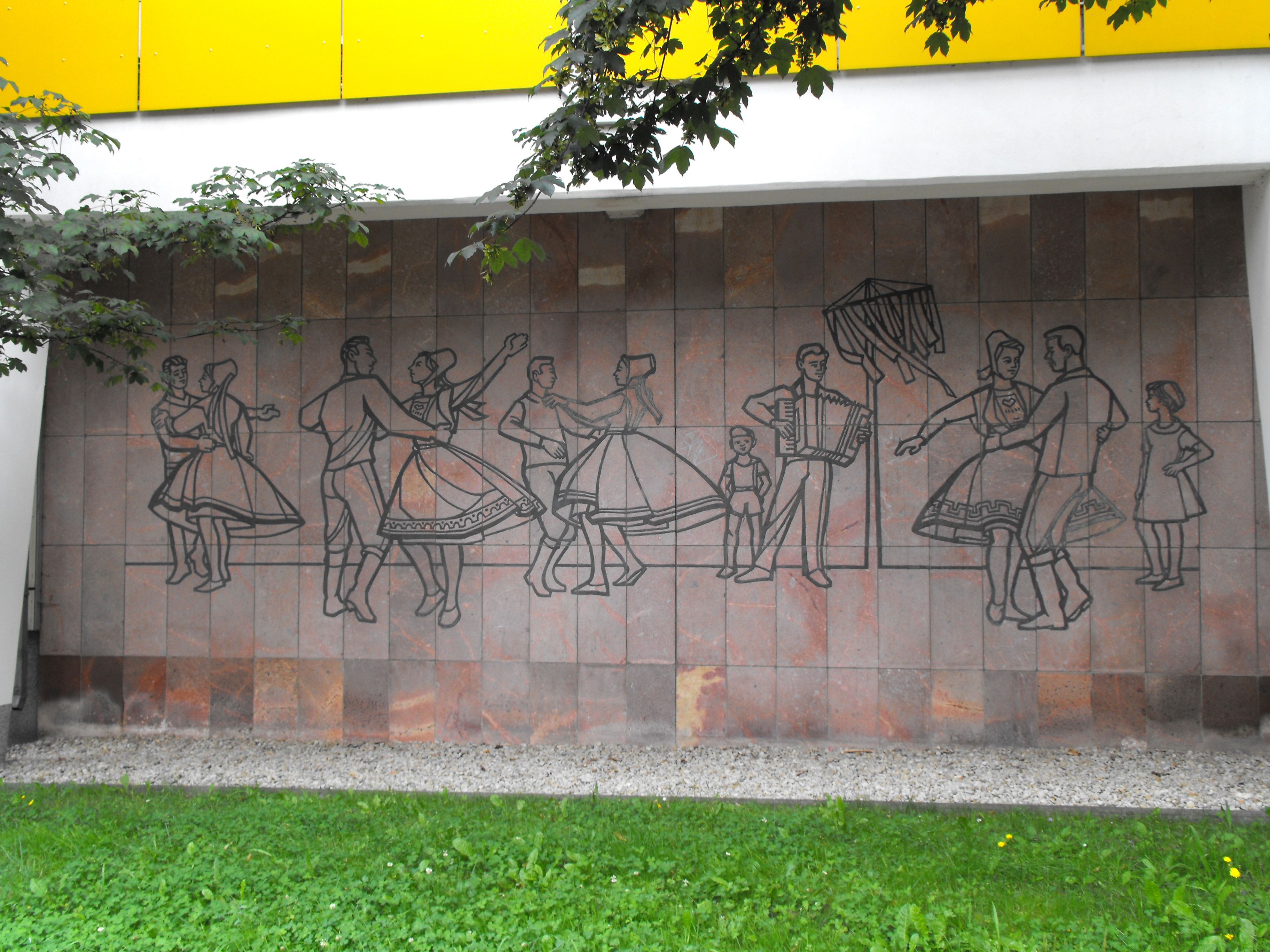
Bleiintarsien in der Chemnitzer Brückenstraße

Briefmarkenausgabe 1977: Zusammendruck zur 30. Internationalen Friedensfahrt 1977

Bei der Karl-Marx-Städter „Volksstimme“, dem Vorläufer der „Freien Presse“, wurden besonders seine Arbeiten des „Wetterfrosches“ bekannt.
Weiterhin war Diedrichs neben Berthold Lindner an der Entstehung des Briefmarkenzusammendruckes zur 30. Internationalen Friedensfahrt 1977 und mit Manfred König am Zusammendruck 25 Jahre Kampfgruppen der Arbeiterklasse 1978 beteiligt. Er gestaltete in Zusammenarbeit mit den Karl-Marx-Städter Künstlern Johannes Belz, Rudolf Fleischer und Rudolf Kraus 1964/1965 die Bleiintarsien, die heute noch in der Chemnitzer Brückenstraße zu sehen sind. Diedrichs illustrierte neun veröffentlichte Bücher und weitere literarische Vorlagen, unter anderem von Nikolai Wassiljewitsch Gogol, Heinrich Mann und Maxim Gorki. Er entwarf den Zyklus für die Georg-Weerth-Schule sowie den Clara-Zetkin-Zyklus, wofür er mit einem Kunstpreis geehrt wurde und weitere grafische Zyklen, wie den zum 100. Geburtstag von Fritz Heckert 1984. Weiterhin gestaltete er mit seinen Werken viele Bereiche des öffentlichen Lebens, wie NVA-Kasernen. So entstanden 1975 das Triptychon „Waffenbrüderschaft“ (Acrylfarben), 1976 eine farbige Grafiktafel zu einem Leninwort für das Wehrbezirkskommando Karl-Marx-Stadt und 1977 ein Triptychon „Grenzoffiziere – Schulung / Dienst / Familie“ für die Offiziershochschule der Grenztruppen der DDR „Rosa Luxemburg“ in Plauen, sowie weitere Werke in verschiedenen Betrieben und Kombinaten. Auch entstand 1987 ein Diptychon über die Befreiung von Chemnitz 1945, welches sich bis zur Wende im Rathaus von Karl-Marx-Stadt befand. 1973 begab er sich auf eine Studienreise nach Sibirien. Werke von ihm befinden sich in dem Deutschen Buch- und Schriftmuseum, der Friedrich Ebert Stiftung und der Neuen Sächsischen Galerie.
Buchillustrationen
- Anatoli Kornelijewitsch Winogradow: Die Verurteilung Paganinis. Historischer Roman, 3. Auflage. Verlag Rütten & Loening, Berlin 1955, DNB 577582445.
- Gerhard Hardel: Viola oder verliebt in einen Stern. Verlag Neues Leben, Berlin 1955, DNB 573655782.
- Hermann Heinz Wille: Der grüne Rebell. Verlag Neues Leben, Berlin 1956, DNB 576930296.
- Bret Harte: Kalifornische Erzählungen. Verlag Rütten & Loening, Berlin 1957, DNB 451838289.
- Wolf Durian: Wenn Joe nicht gewesen wär'! In: Berliner Lesebogen: Nr. 56, Kinderbuchverlag, Berlin 1957, DNB 453008445.
- Ursula Dörge: Brücken für Susanne. Verlag Das Neue Berlin, 1958, DNB 450967379.
- Anna Metze-Kirchberg: Des Menschen Wille ist sein Himmelreich. Verlag Neues Leben, Berlin 1960, DNB 453348335.
- Regina Hastedt: Die Tage mit Sepp Zach. Verlag Tribüne, Berlin 1961, DNB 573675961.
- Regina Hastedt: Die Bergparade. Erzählung, Verlag Tribüne, Berlin 1974, DNB 750074523 .

## Ehrungen
- 1959, 1960 und 1961 Kulturpreis des Rates des Bezirkes Karl-Marx-Stadt
- 1969 Aktivist der sozialistischen Arbeit
- 1983 Ehrennadel des DTSB in Silber

## Ausstellungen
Einzelausstellungen
- 1995 Stationen eines Künstlerlebens, Wasserschloss Klaffenbach[3]
- 2000 Grafiken und Skizzen – vor und nach der Wende, Bürgerhaus Müllerstraße, Chemnitz[4]
- 2014 Getuschte Zeitgeschichte, Hauptgeschäftsstelle der Chemnitzer Siedlungsgemeinschaft, Chemnitz[5][6]
- 2023 unterwegs - ROBERT DIEDRICHS, der Zeichner städtischen Lebens im Chemnitz der Wendezeit, Neue Sächsische Galerie, Chemnitz[7]

Ausstellungsbeteiligung
- 1955 bis 1958 Mittelsächsische Kunstausstellung, Karl-Marx-Stadt
- 1959 Mit unserem neuen Leben verbunden. Zehn Jahre bildende Kunst in der DDR, Deutsche Akademie der Künste, Berlin
- 1959, 1960 und 1961 Kunstausstellung des Bezirkes Karl-Marx-Stadt
- 1963 10 Jahre Architektur, bildende Kunst und bildnerisches Volksschaffen in Karl-Marx-Stadt, Karl-Marx-Stadt, Museum am Theaterplatz[8]
- 1965, 1974, 1979 und 1985 Bezirkskunstausstellung Karl-Marx-Stadt
- 1969 und 1977 Kunst und Sport, Leipzig
- 1982 Bildnis + Gruppe, Ausstellung der Sektion Maler und Grafiker des VBK/DDR, Karl-Marx-Stadt
- 1983 Karl Marx – Künstlerbekenntnisse, Berlin, Magdeburg, Karl-Marx-Stadt und Leipzig
- 1984 Retrospektive 1945–1984, Karl-Marx-Stadt
- 2017 gezeichnet, Sammlungspräsentation 2017 Sächsische Kunst nach '45, Neue Sächsische Galerie.[9]
- 2020 Lackaffe und andere Duelle, Neuerwerbungen und Schenkungen für die städtische Kunstsammlung Neue Sächsische Galerie – Kunst nach 45.[10]
- 2024 Die gespaltene Generation, Neue Sächsische Galerie, Chemnitz[11]